# Erick Russell
Erick Russell là một chính trị gia người Mỹ đến từ Connecticut. Russell là thành viên của Đảng Dân chủ, ông được bầu làm Thủ quỹ Connecticut. Erick Russell là người Mỹ gốc Phi đồng tính công khai đầu tiên được bầu vào một chức vụ toàn tiểu bang ở Hoa Kỳ.

## Đầu đời và sự nghiệp
Russell sinh ra ở New Haven, Connecticut, có cha mẹ là chủ một cửa hàng tiện lợi và cửa hàng bán đồ ăn sẵn. Ông tốt nghiệp Đại học New Haven năm 2009 với bằng cử nhân tư pháp hình sự, là thành viên đầu tiên trong gia đình tốt nghiệp đại học. Russell nhận bằng Tiến sĩ Luật tại Trường Luật Đại học Connecticut năm 2012. Trong thời gian học luật, ông từng thực tập ở vị trí tổng cố vấn cho Thống đốc Dannel Malloy.
Sau khi tốt nghiệp trường luật, Russell gia nhập công ty luật Pullman & Comley, có trụ sở tại Bridgeport, Connecticut, hoạt động trong lĩnh vực chung và tài chính cá nhân, đồng thời trở thành đối tác của công ty. Ông cũng là chủ tọa bộ phận LGBT của Hiệp hội Luật sư Connecticut. Năm 2009, Russell được bầu làm phó chủ tịch Đảng Dân chủ Connecticut.

## Thủ quỹ bang Connecticut
Sau khi Thủ quỹ bang Connecticut Shawn Wooden thông báo ông sẽ không tái tranh cử trong cuộc bầu cử Thủ quỹ bang Connecticut năm 2022, Russell tuyên bố ứng cử để kế nhiệm ông. Russell đã đánh bại Dita Bhargava và Karen DuBois-Walton trong cuộc bầu cử sơ bộ của Đảng Dân chủ vào tháng 8, nhận được 58% phiếu bầu. Trong cuộc tổng tuyển cử vào tháng 11, Russell cạnh tranh với người đại diện bang Harry Arora, ứng cử viên của Đảng Cộng hòa. Russell đắc cử với 52% phiếu bầu. Russell đã trở thành người Mỹ gốc Phi đồng tính công khai đầu tiên được bầu vào một chức vụ toàn tiểu bang ở Hoa Kỳ.

## Đời tư
Bạn đời của Russell là Christopher Lyddy, cựu thành viên Hạ viện Connecticut.